# Narew
A Narew (litvánul Naura, belaruszul Нараў) folyó Fehéroroszországban és
Lengyelországban, a Visztula jobb oldali mellékfolyója.
Fehéroroszországban ered 30 km-re a lengyel határtól, és Modlinnál torkollik a Visztulába. Hossza 484 km, vízgyűjtő területe 75 175 km².
Fontosabb városok a Narew mentén: Łomża, Ostrołęka, Pułtusk, Nowy Dwór Mazowiecki.
Legjelentősebb mellékfolyója a Bug.